# Regionen in der Schweiz
Für die Einteilung in Regionen gibt es in der Landeskunde der Schweiz verschiedene Modelle mit unterschiedlichen Kriterien. Einige Systeme sind vom Bundesamt für Statistik (BFS) klar definiert, einige weniger genau abgegrenzt. Wesentliche Darstellungen sind im  Strukturatlas der Schweiz abgebildet.

## Sieben Grossregionen gemäss Bundesamt für Statistik (BFS)

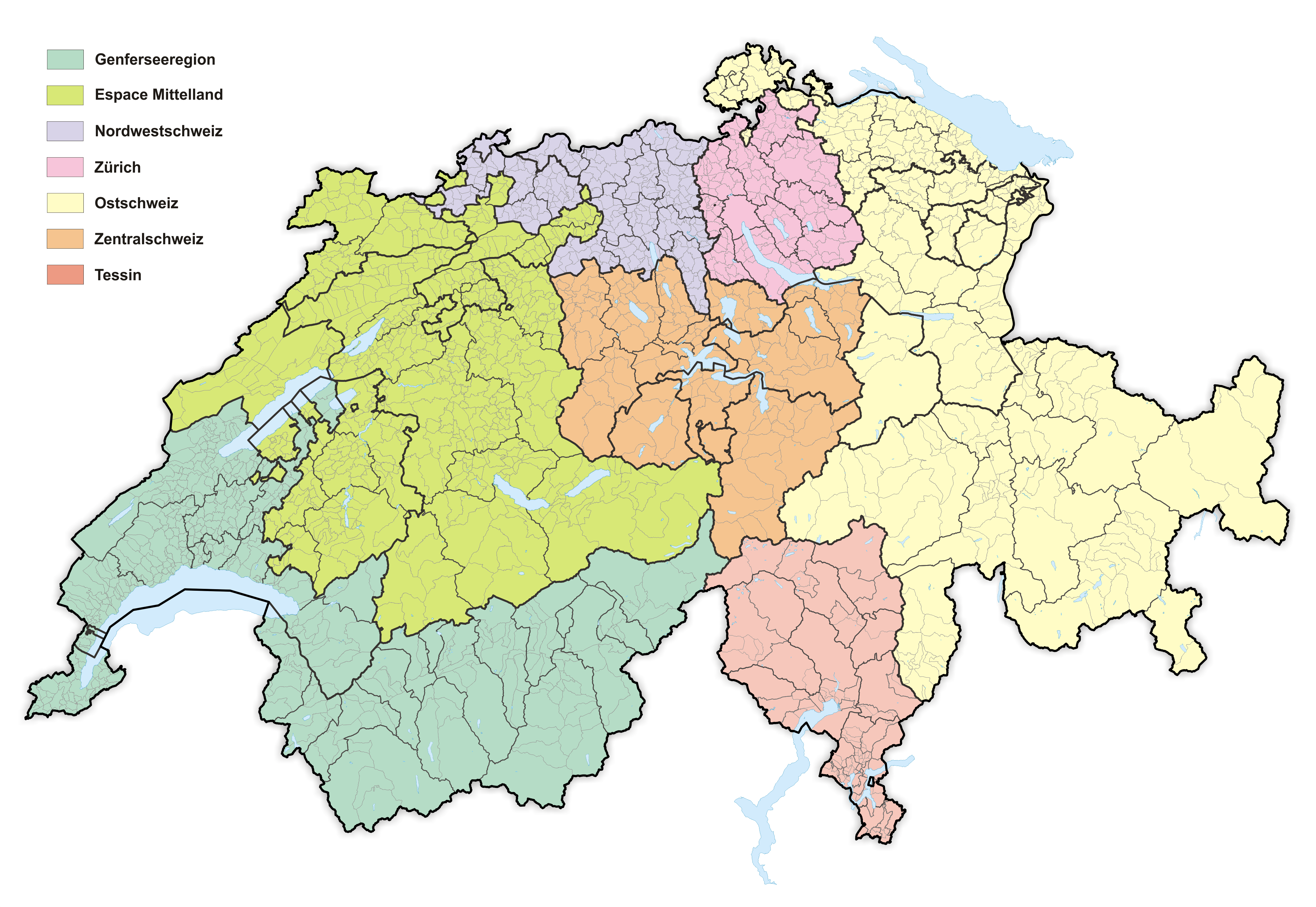
BFS Grossregionen (1. Januar 2025)

Abschliessende Liste der sieben Grossregionen der Schweiz nach dem Bundesamt für Statistik (BFS)
1. Genferseeregion (französisch Région Lémanique)
2. Espace Mittelland
3. Nordwestschweiz
4. Zürich
5. Ostschweiz  (rätoromanisch Svizra orientala, italienisch Svizzera orientale)
6. Zentralschweiz (umgangssprachlich auch Innerschweiz)
7. Tessin (italienisch Ticino)

## Fünf Metropolregionen gemäss Bundesamt für Statistik
Abschliessende Liste der Metropolregionen der Schweiz nach dem Bundesamt für Statistik: Da sie als statistische Raumgliederung relativ selten genutzt werden, an mehreren Orten grenzüberschreitende Regionen umfassen (Genf, Basel, Tessin) und sich ihre Definition an Skalenproblemen stösst, ist eine nur für die Schweiz gültige Definition gegenwärtig nicht sinnvoll. Das BfS hat daher beschlossen, die Metropolräume von 2000 nicht zu überarbeiten und auf diese Raumgliederung zu verzichten.
- Metropolregion Basel
- Metropolregion Genf-Lausanne
- Hauptstadtregion Schweiz
- Metropolregion Tessin
- Metropolregion Zürich

## Topographische Grossregionen

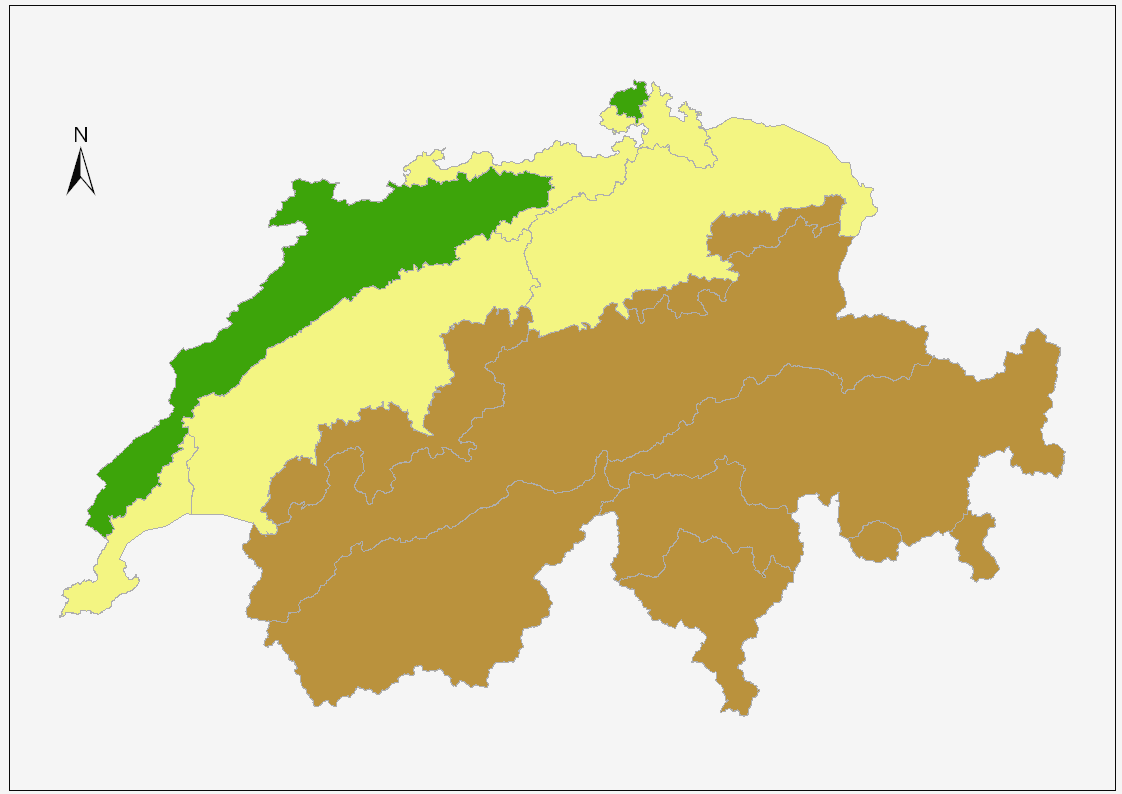
Geologische Grossregionen:
Jura
Mittelland
Alpen

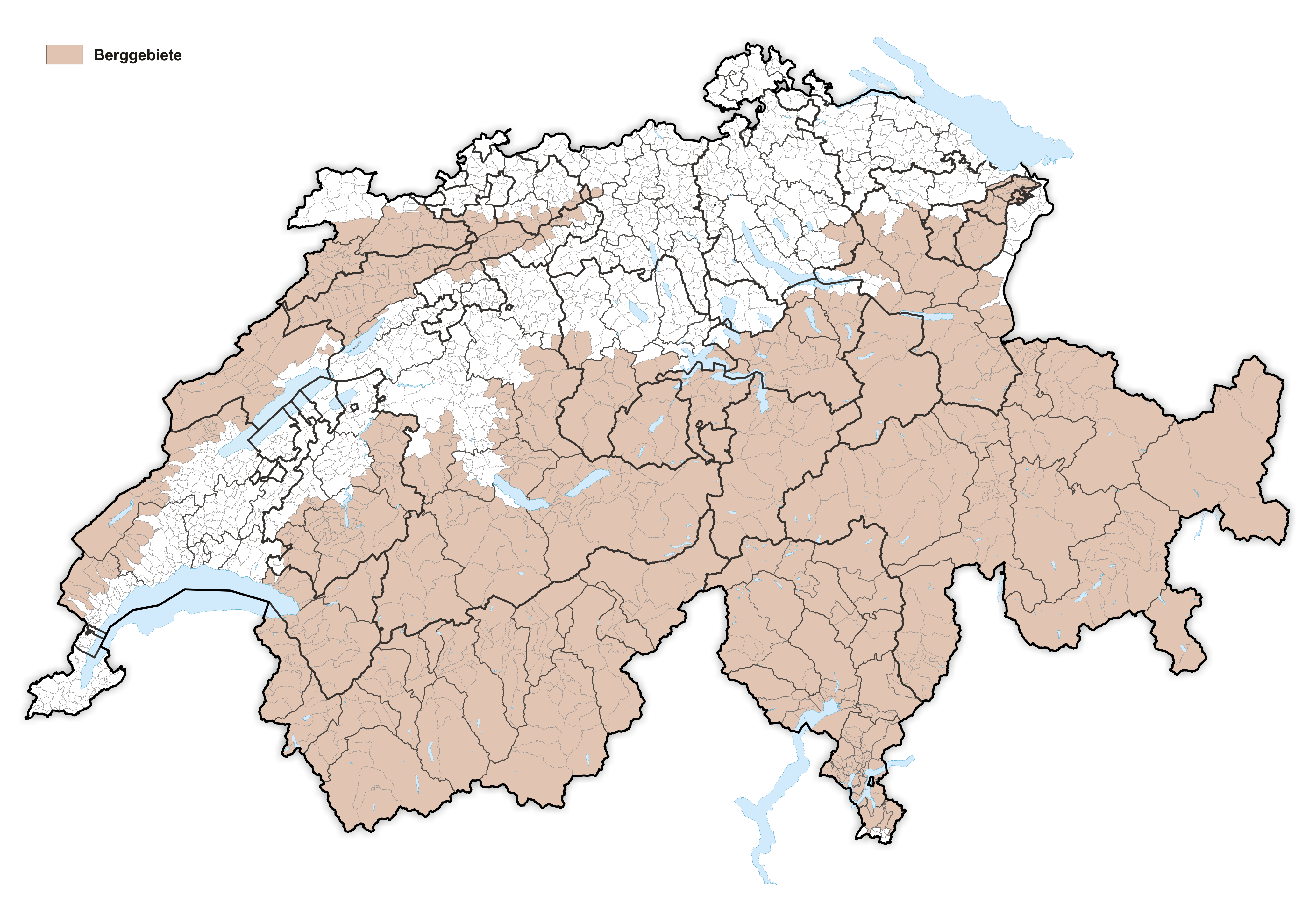
Berggebiete der Schweiz

Eine von vielen Möglichkeiten, die Alpen in Gebirgsgruppen aufzuteilen.

Einteilung der Alpen nach SOIUSA

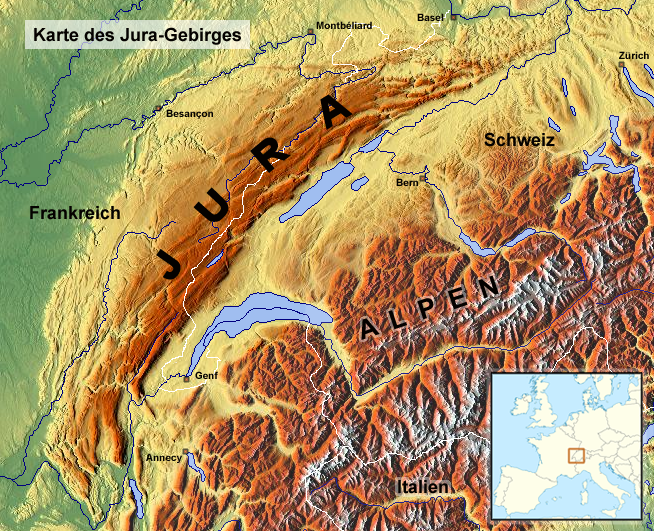
Karte des Jura

### Geologische Grossregionen
Die Schweiz besteht vornehmlich aus drei geologischen Grossregionen:
- Alpen
- Jura
- Mittelland

Nur zwei sehr kleine Regionen gehören nicht dazu: im Norden jenseits des Juras die Region Basel im Grabenbruch der Oberrheinischen Tiefebene und im Süden das Mendrisiotto, das einen Teil der Po-Ebene bildet.

### Berggebiete
Die Berggebiete der Schweiz werden vom BFS ebenfalls ermittelt, um zwischen Gemeinden in Berggebieten und den anderen statistische Unterschiede zu ermitteln. Die Bestimmungsmethode wurde 2019 geändert, die Abbildung zeigt die Berggebiete berechnet auf der Grundlage eines hektometrischen Rasters. Beispielsweise kann festgestellt werden, dass der Bevölkerungsrückgang zwischen 2000 und 2017 in Berggebieten grösser war als ausserhalb.
Die Zuordnung zu Berggebieten in den Alpen und im Jura ist wirtschaftlich von grosser Bedeutung, weil den Gemeinden und landwirtschaftlichen Betrieben in diesen Zonen besondere Förderbeiträge ausgerichtet werden.

### Gliederung der Alpen
Aus verschiedenen Gründen ist die Unterteilung des gesamten Alpenraums notwendig. Es bestehen dafür verschiedene geografische Modelle, in denen die Alpengebiete der Schweiz unterschiedlich definiert sind. Eine Variante betrifft die Teilung des Gebirges in die Westalpen und die Ostalpen mit der Grenze durch den Kanton Graubünden (siehe auch SOIUSA), eine andere schlägt die Gliederung in die drei Abschnitte West-, Zentral- und Ostalpen vor (Partizione delle Alpi). Dabei ist der Umfang der Schweizer Alpenregionen nicht stets einheitlich beschrieben.
Wichtige Regionen der Schweizer Alpen, teilweise mit Gebieten in den Nachbarländern, sind z. B.:
- Rätikon
- Albula-Alpen
- Berninagruppe
- Plessuralpen
- Glarner Alpen
- Adula-Alpen
- Tessiner Alpen
- Urner Alpen
- Berner Alpen
- Walliser Alpen
- Mont-Blanc-Gruppe
- Savoier Alpen
- Voralpen (mit Waadtländer Voralpen, Freiburger Voralpen, Berner Voralpen, Zentralschweizer Voralpen, Luzerner Voralpen, Unterwaldner Voralpen, Schwyzer Voralpen, Ostschweizerische Voralpen)

### Gliederung des Juragebirges
Der Jura erstreckt sich über Berglandschaften in Frankreich, der Schweiz und Süddeutschlands. Unterschieden werden etwa die Gebiete:
- Tafeljura
- Faltenjura – bestehend aus
  - Plateaujura
  - Kettenjura

### Grosse geografische Regionen
Diese Regionen  sind geographisch oder geologisch geprägt und können sich auch überlappen – sind weniger genau definiert (siehe Geographie der Schweiz):
- Genferseebecken (französisch Bassin Lémanique)
- Mittelland (französisch Plateau suisse/le Plateau), unterschiedlich gegenüber Espace Mittelland,
- Seeland (französisch Pays des trois lacs)
- Jura
- Nordwestschweiz
- Zentralschweiz (Innerschweiz)
- Ostschweiz  (rätoromanisch Svizra orientala, italienisch Svizzera orientale), mit
  - Nordostschweiz und
  - Südostschweiz (rätoromanisch Svizra Sidorientala,  italienisch Sud-est della Svizzera)
- Voralpen (französisch Préalpes suisses)
- Schweizer Alpen (französisch Alpes suisses, italienisch Alpi svizzere, rätoromanisch Alps svizrasⓘ/?)
- Alpensüdseite oder Südschweiz

## Meteorologische Prognoseregionen
Im Wetterbericht von SRF Meteo und MeteoSchweiz werden die bisherigen und weitere, zum Teil abweichende, innerhalb der Meteorologie aber gut definierte Bezeichnungen für Vorhersageregionen der Schweiz verwendet.
Das Unterrichtsprogramm Wetterfroscher.ch (Meteotest) gab 2012 einen Überblick über 25 damals definierte Regionen. SRF Meteo hat 2016 zehn Prognoseregionen erläutert, die dort genutzt werden. Per 2024 benennt MeteoSchweiz in einer Applikation 32 mögliche Prognoseregionen und stellt sie grafisch dar.
- Alpen
- Alpennordhang
- Alpennordseite
- Alpensüdhang
- Alpensüdseite
- Berge
- Deutschschweiz
- Engadin
- Flachland
- Föhntäler
- Ganz im Norden
- Ganz im Süden
- Genferseebecken
- Innere Alpentäler
- Jura
- Juranordfuss
- Jurasüdfuss
- Mittelland
- Niederungen
- Nord- und Mittelbünden
- Nordföhntäler
- Nordostschweiz
- Nordwestschweiz
- Nördlicher Alpenkamm
- Ostschweiz
- Südföhntäler
- Südlicher Alpenkamm – Alpenhauptkamm
- Tiefe Lagen
- Voralpen
- Wallis
- Westschweiz
- Zentralschweiz

Grobmassstäblich werden oft «Berge» und «Flachland» unterschieden. Hierbei sind mit «Berge» der Jura sowie Alpen und Voralpen gemeint – mit Flachland alle Regionen unterhalb ca. 500 bis 600 m. ü. M., insbesondere bei Boden- resp. Hochnebel sowie einer tief liegenden Schneefallgrenze. Regional betrifft das Flachland das gesamte – streckenweise ausgesprochen hügelige – Mittelland (von Genfersee bis Bodensee) inkl. der Talebenen der Voralpen, den Jura-Nordfuss (Ajoie und Region Basel) sowie das Sottoceneri/Mendrisiotto. Von Mittelland und Voralpen sind nicht nur die tief liegenden Ebenen (wie Linthebene, Magadinoebene, Rheintal, Talsohle im Wallis etc.) dazuzuzählen, sondern auch ausgesprochene Hügelländer wie das Fienisberg-Plateau, der Oberaargau, das Freiamt oder der Thurgau. Die Abgrenzung von Flachland und Voralpen ist nicht genau bestimmt und hängt im Einzelfall von der jeweiligen Wetterlage ab.

## Sprachräume

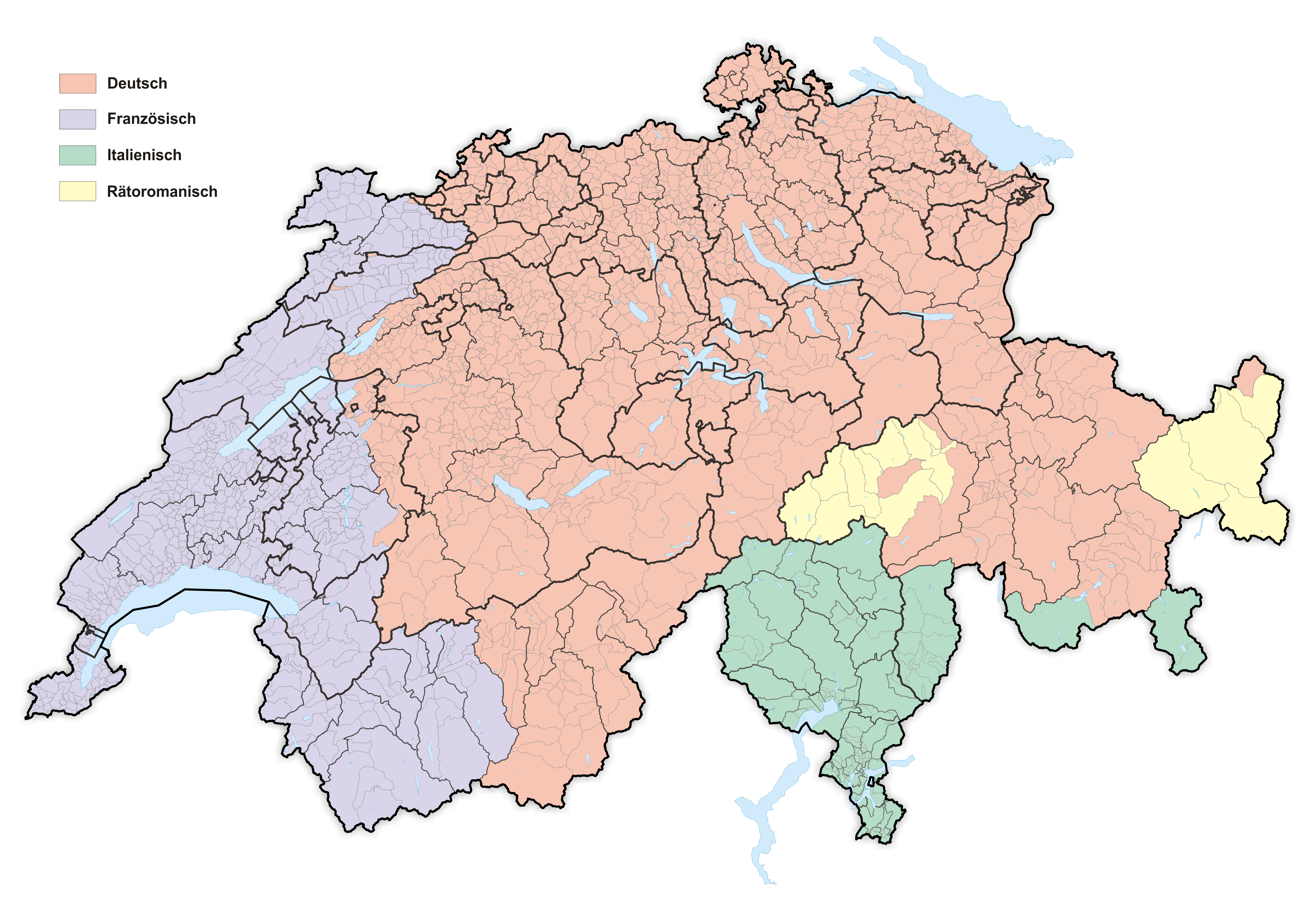
Sprachgebiete der Schweiz
Deutsch
Französisch
Italienisch
Rätoromanisch

Mit der Ausgliederung der Romanischen Sprachen einerseits und als Folge der Sprachgeschichte des Deutschen andererseits bildeten sich von der Spätantike bis zum 20. Jahrhundert die komplexen aktuellen sprachgeographischen Verhältnisse der Schweiz heraus. Viele Kantone haben Anteil an der Sprachgrenze zwischen dem Deutschen Sprachraum und den benachbarten romanischen Sprachen (siehe auch Grenzorte des alemannischen Dialektraums).

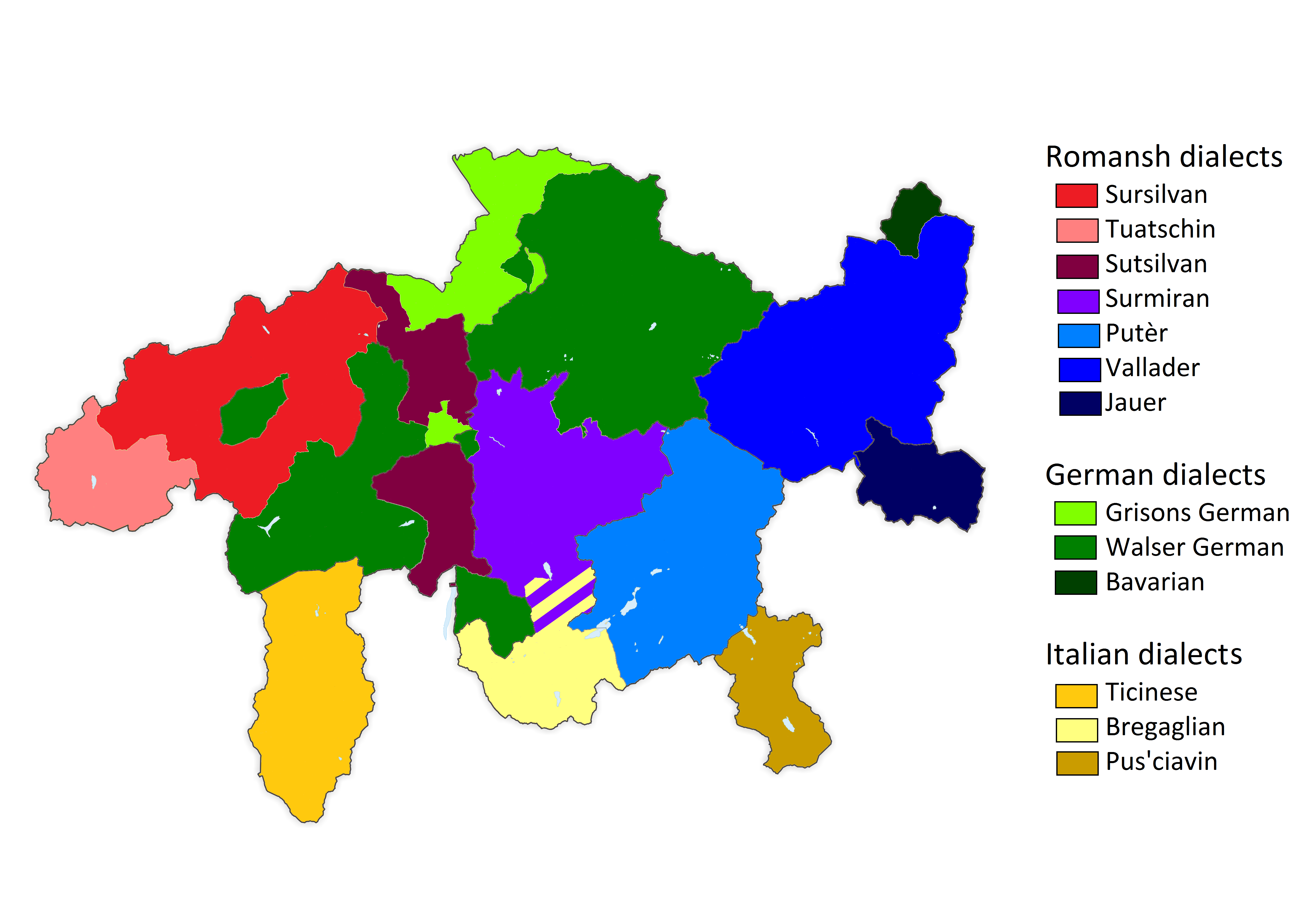
Sprachgebiete Graubündens

Die offizielle Einteilung der Sprachregionen der Schweiz erfolgt nach dem Mehrheitsverhältnis der Sprachen in den jeweiligen Gemeinden (Mehrheitsverhältnis nach der BFS-Erhebung 2010; Karte mit einem Gemeindebestand per 1. Januar 2025).
1. Deutsche Schweiz (Deutschschweiz)
Teil des deutschen Sprachraums, mit den Mundartgebieten des Schweizerdeutschen, das zu den Alemannischen Dialekten gehört.
2. Französische Schweiz (Westschweiz, Romandie, Suisse romande, welsche Schweiz, Welschland)
Das Gebiet des Schweizer Französisch als einer Form der französischen Sprache liegt im französischen Sprachraum; früher waren die (seit dem 19. Jahrhundert weitgehend ausgestorbenen) Westschweizer Dialekte (Patois) grösstenteils Varianten des Frankoprovenzalischen und im nördlichen Juragebirge des Frainc-Comtou. Am 7. Dezember 2018 anerkannte der Bundesrat das Frankoprovenzalische und das Frainc-Comtou als Minderheitensprachen in der Schweiz.[13]
3. Italienische Schweiz (Svizzera italiana)
Mit regionalen Dialekten des Alpinlombardischen.
4. Rätoromanische Schweiz (Rumantschia, Svizra Rumantscha, Bündnerromanisch; unterteilt in die Sprachregionen von Surselvisch, Sutselvisch, Surmeirisch, Puter, Vallader und Jauer).

Der sprachgeographische Begriff «Lateinische Schweiz» fasst die Gruppen 2, 3 und 4 zusammen. Er wird zum Beispiel bei Diskussionen über sprachliche Minderheiten in der Schweiz und die repräsentative Zusammensetzung politischer Gremien verwendet.

## Kleine Regionen
Die Auflistung ist nicht abschliessend. Es sind vorwiegend kleinere gebräuchliche regionale Bezeichnungen, die ausreichend genau beschrieben sind.
- Aaretal BE
- Ajoie JU
- Aletschgebiet VS
- Ausserschwyz SZ
- Val Bedretto TI
- Bergell GR
- Berner Jura BE
- Berner Oberland BE
- Birseck BL
- Valle di Blenio TI
- Bödeli BE
- Vallée de la Brévine NE
- Bucheggberg SO
- Calancatal GR
- Centovalli TI
- Chablais VD/VS/Frankreich
- La Côte VD
- Delsberger Becken JU
- Diemtigtal BE
- Domleschg GR
- Emmental BE
- Engadin GR
- Engelbergertal OW/NW
- Engstligental BE
- Entlebuch LU
- Ergolztal BL
- Franches Montagnes JU
- Freiamt AG
- Fricktal AG
- Frutigland BE
- Fürstenland SG
- Furttal ZH
- Gasterental BE
- Glatttal ZH
- Goms VS
- Greyerzbezirk FR
- Grosses Moos BE/FR
- Gürbetal BE
- Haslital BE
- Heidiland SG/GR
- Hinterthurgau TG
- Innerschwyz SZ
- Vallée de Joux VD
- Jungfrauregion BE
- Justistal BE
- Kelleramt AG
- Kiental BE
- Klettgau SH/Deutschland
- Knonauer Amt ZH
- Lägern AG/ZH
- Laufental BL
- Lauterbrunnental BE
- Lavaux VD
- Leimental BL/SO
- Luthertal LU
- Valle Leventina TI
- Linthebene SG/GL/SZ
- Lötschental VS
- Lugnez GR
- Valle Maggia TI
- Magadinoebene TI
- Malcantone TI
- Mattertal VS
- Meiental UR
- Mendrisiotto TI
- Misox GR
- Muotatal SZ
- Murgtal TG
- Münstertal GR
- Napfbergland BE/LU
- Oberaargau BE
- Oberhalbstein GR
- Valle Onsernone TI
- Pays d’Enhaut VD
- Puschlav GR
- Prättigau GR
- Rafzerfeld ZH/SH
- Randen SH
- Rätikon GR/Österreich
- Reiat SH
- Rheintal SG/GR
- Rheinwald GR
- Rhonetal VS
- Riviera TI
- Waadtländer Riviera VD
- Saanenland BE
- Saastal VS
- Schächental UR
- Schanfigg GR
- Schwarzbubenland SO
- Schwarzenburgerland BE
- Seerücken TG
- Seetal AG/LU
- Seeztal SG
- Senseoberland FR
- Sihltal SZ/ZG/ZH
- Simmental BE
- Sopraceneri TI
- Sottoceneri TI
- St. Gallen-Bodensee SG/TG
- Stockental BE
- Studenland AG
- Vallon de Saint-Imier BE
- Surbtal AG
- Surselva GR
- Tannzapfenland TG
- Toggenburg SG
- Tössbergland/Tösstal ZH
- Urserental UR
- Val de Travers NE
- Wägital SZ
- Wehntal ZH
- Valle Verzasca TI
- Zofingenregio AG/LU
- Zürcher Oberland ZH
- Zürcher Unterland ZH
- Zürcher Weinland ZH
- Zurzibiet AG